# Aileen Wuornos: The Selling of a Serial Killer
Pour plus de détails, voir Fiche technique et Distribution.
Aileen Wuornos: The Selling of a Serial Killer est un film documentaire britannique de Nick Broomfield réalisé en 1993 sur Aileen Wuornos, une femme américaine condamnée à mort et exécutée pour multiples meurtres.

## Liminaire
Le film présente les tentatives de Broomfield d'interviewer Wuornos, ce qui implique un long processus de médiation avec sa mère adoptive, Arlene Pralle, et son avocat, Steve Glazer.
Le film met en lumière l'exploitation de Wuornos par son entourage et pose des questions sur l'équité du procès et sur les intérêts de la police. La défense a utilisé le film lors du procès, tenu en 2001, afin de mettre en évidence l'incompétence du premier avocat de l'accusée. Ce fut à la suite de ce procès que Broomfield décida de réaliser un deuxième film, Aileen: Life and Death of a Serial Killer (Aileen: vie et mort d'un tueur en série).

## Distribution
- Jesse 'The Human Bomb' Aviles : lui-même (comme The Human Bomb)
- Nick Broomfield : lui-même (interviewer)
- Cannonball : lui-même
- Steve Glazer : lui-même
- Brian Jarvis : lui-même
- Stéphane Markcovich : lui-même
- Michael McCarthy : lui-même
- Dick Mills : lui-même
- Arlene Pralle : elle-même
- Mike Reynolds : lui-même
- Aileen Wuornos : elle-même

## Prix et récompenses
- 1993 : nommé pour le Grand Prix du Jury du documentaire au Sundance

## À savoir
Pour parfaire son personnage dans le film de long métrage Monster (2003), Charlize Theron a utilisé ce film comme matériau de base et a remporté pour sa performance l'Oscar de la meilleure actrice, décerné le jour de l'anniversaire de Wuornos.